# インターネットポリス
インターネットポリス（Internet police）は、多くの国々で警察と秘密警察の部門および他のインターネット警備担当組織の総称となっている。 インターネットポリスの主目的は、国家にもよるが、サイバー犯罪と闘うことであり、それだけでなく検閲、プロパガンダ、またオンラインの世論を監視し操作することである。

## 中国大陸
中国のインターネットポリス（網路警察）は網警と呼ばれている。
2005年に、中国大陸の省と地方の政府各部門がプロパガンダ部門と警察部門からインターネット評論家のチームを創設し始め、またそれらにマルクス主義、プロパガンダ技術、インターネットの分類を提供し始めた。それらは政治的に敏感な主題から離れて公共掲示板で匿名または変名で意見を発表することによる討論を先導することが報じられている。「それらは実際にオンラインをののしるスタッフを雇っている」、このように言った刘荻は、彼女のコメントをブログに発表したことで逮捕された中国の学生である。
グレート・ファイアウォールや五毛党（網軍）はまた反共主義者のコメントを抹消し政府支持のメッセージを公表する。中国共産党指導者胡錦濤はオンライン環境の管理を強化しオンライン意見の主導権を整備するという党の意思を宣言した。
2015年に中国のインターネットポリスは「網警巡査執法」という公式アカウントを微博や微信などに設けて24時間体制によるネット監視・パトロールを行っている。

## エストニア
The Computer Emergency Response Team of Estonia（CERTエストニア）は、2006に設立され、.eeコンピュータ・ネットワークでセキュリティ事件に関する運営の責任を引き受けている機関である。その任務は予防的措置の実施でエストニアのインターネット利用者を助成することであり、それはセキュリティ事件で起こりうる損害を減少させセキュリティの脅威に応じて利用者を助けるためである。CERTエストニアは、エストニアのネットワークで生じる、またはそこで始まる、またはエストニアもしくは国外の市民もしくは団体による届出のあるセキュリティ事件に対処する。

## インド
Cyber Crime Investigation Cell はインドムンバイ警察の一翼であり、サイバー犯罪に対処し、またインドの情報技術法つまりInformation Technology Act 2000の規定およびIndian Penal Codeを含む様々なサイバー犯罪に関連する刑法の規定を実施する。Cyber Crime Investigation Cellは犯罪部門、ムンバイ警察犯罪捜査部門の一部である。
Andhra Pradesh Cyber Crime Investigation Cell はサイバー犯罪に対処するインドハイデラバード警察の一翼である。

## オランダ
オランダ警察はサイバー犯罪と闘うためのインターネット部隊を立ち上げたと報じられた。それはインテリジェンスの集まりのためのインターネット・ニュースグループとディスカッション・フォーラムを浸透させ、擬似購入（pseudo-purchase）させ、サービスを提供させるようにする。 

## タイ

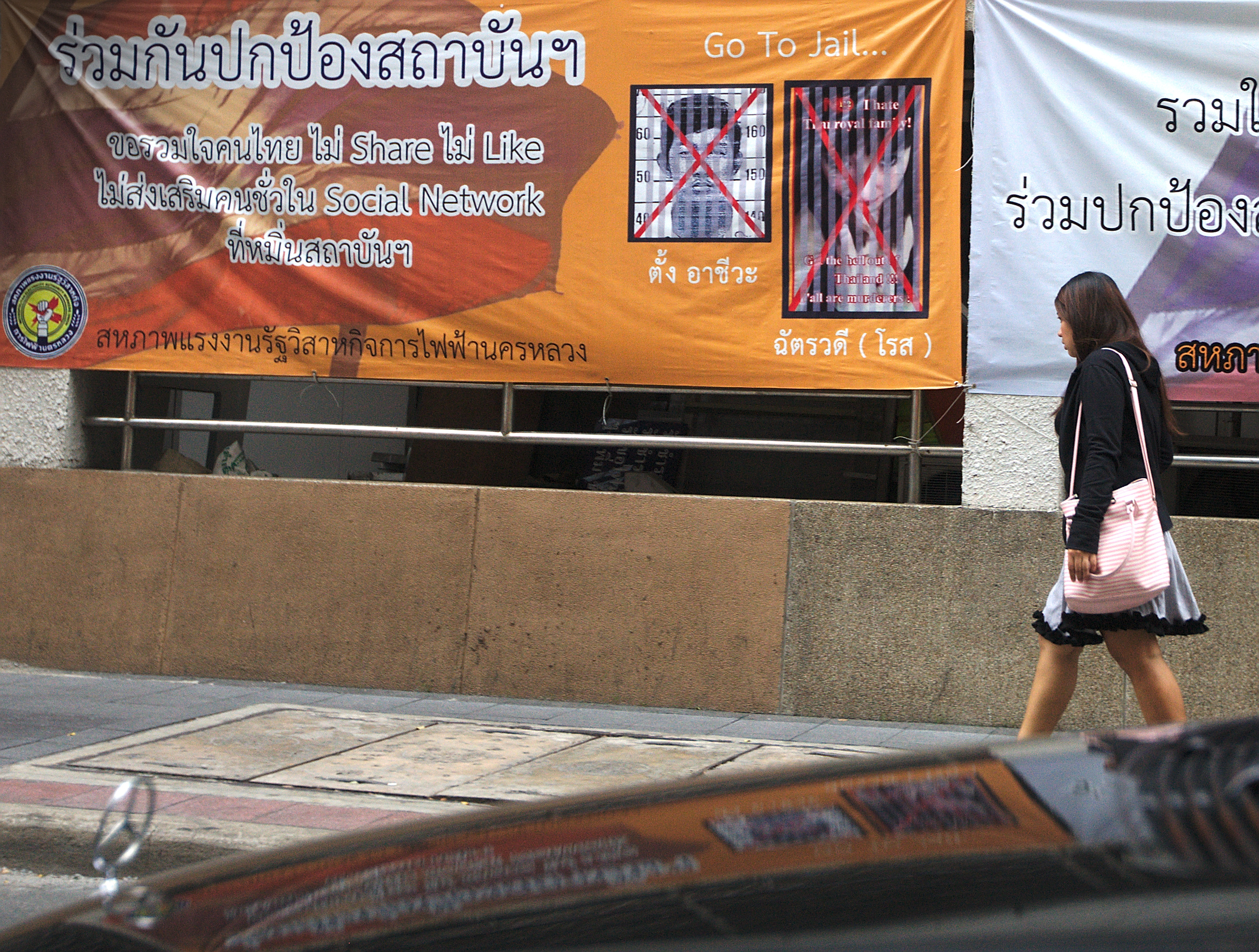
バンコクで掲示されているバナー（2014年6月30日撮影）。“ソーシャルメディア上での活動は刑務所に入れられる可能性がある”と書かれている。

タイ王国の2006年のクーデター後に、タイ警察は反体制派オンラインの監視と沈静化を積極的に行っている。ネット検閲はデジタル経済社会省とタイ王国国家警察庁によりタイ通信公社とタイ電気通信当局と共同で実施される。

## イギリス
Internet Watch Foundation（IWF）はイギリスで唯一の承認された団体であり、潜在的に違法な内容のオンラインに対する洗い出しを報告するために一般人とIT専門家のためのインターネット「ホットライン」を運営する。それは警察、政府、一般人、インターネットサービスプロバイダー、さらに広範なオンライン産業との協力関係とともに運営する。

## 日本
日本のサイバー犯罪対策として知られる警察体制は、警察庁によるサイバーポリス、都道府県警察本部のサイバー犯罪対策室、警視庁サイバー犯罪捜査官など。